# Dadaab
Dadaab ist eine Ortschaft im Garissa County in Kenia, etwa 100 Kilometer von der Grenze zu Somalia entfernt. Die einheimische Bevölkerung besteht vorwiegend aus nomadischen Kamel- und Ziegenhirten. Den größten Anteil der Einwohner machen jedoch die Geflüchteten aus, die seit Anfang der 1990er-Jahre wegen Bürgerkrieg und Hunger aus Somalia gekommen und in fünf Lagern untergebracht sind.
Die Wirtschaft des Ortes Dadaab konzentriert sich im Wesentlichen auf Dienste für die Flüchtlinge.

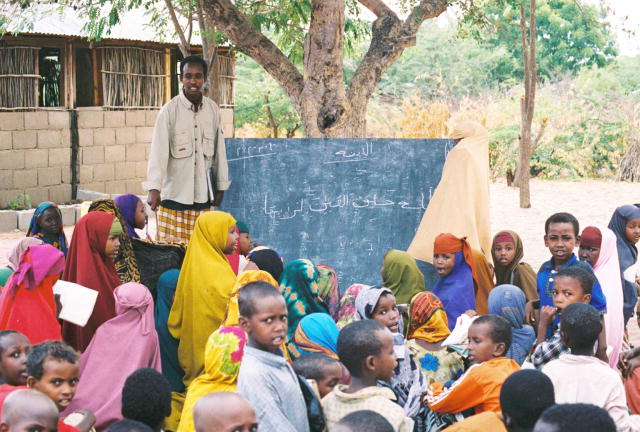
Somalische Flüchtlingskinder in einer Schule in Dadaab

## Flüchtlingslager
Das UNHCR unterhält in Dadaab, zusammen mit anderen Hilfsorganisationen, die im Jahr 1992 errichteten Flüchtlingslager Hagadera, Ifo und Dagahaley. Die internationale Hilfsorganisation CARE ist der wichtigste Partner des UNHCR in Dadaab und verantwortlich für die Leitung des Flüchtlingscamps. Nach Ausbruch des somalischen Bürgerkrieges und einer damit verbundenen Hungersnot im Süden Somalias hielten sich in der ersten Hälfte der 1990er-Jahre bis zu 400.000 somalische Flüchtlinge in Kenia und dort größtenteils in Dadaab auf. 2006 waren es noch etwa 150.000. Die Übrigen waren nach Somalia zurückgekehrt oder wurden – so im Falle von 12.000 Flüchtlingen von der ethnischen Minderheit der somalischen Bantu – in andere Staaten umgesiedelt.
Im Januar 2007 schloss Kenia seine Grenze zu Somalia auch für Flüchtlinge weitgehend, da es den Zustrom von islamistischen Kämpfern der Union islamischer Gerichte fürchtet. Aufgrund schwerer Kämpfe in Somalia stieg die Zahl der Flüchtlinge seit 2007 dennoch wieder an. Seit 2007 wurde ein weiteres Flüchtlingslager – Ifo 2 – in Dadaab 2007 errichtet. Jedoch wurde es erst im November 2011 eröffnet, zuvor hatte sich die kenianische Regierung gegen die Eröffnung mehrere Jahre gewehrt. Im August 2011 wurde das Flüchtlingslager Kambioos errichtet, um das Flüchtlingslager Hagadera zu entlasten. Diese Erweiterung wurde mit einer Spende von 43 Mio. Euro der IKEA Foundation ermöglicht. Im Januar 2009 hatten die Lager in Dadaab rund 244.000 Einwohner. Davon stammten die meisten aus den grenznahen Regionen Jubbada Hoose, Jubbada Dhexe und Gedo in Südsomalia, Neuankömmlinge kamen vor allem aus der heftig umkämpften Hauptstadt Mogadischu. Ende 2011 hielten sich aufgrund der Hungerkrise am Horn von Afrika – ausgelöst durch zwei ausbleibende saisonal aufeinanderfolgende Regenzeiten – in den Lagern fast 500.000 Flüchtlinge auf.
Die hohe Einwohnerdichte führte zu einer schlechteren Sicherheits-, Versorgungs- und Gesundheitssituation – so kam es 2007 zu zwei sowie 2011 zu einer Choleraepidemie, und die Anzahl sexueller Übergriffe hat sich zwischen 2007 und 2008 verdoppelt.
Im November 2013 unterzeichneten die Außenminister von Somalia und Kenia ein Abkommen in Mogadischu, welches die freiwillige Rückkehr somalischer Flüchtlinge ermöglicht. Beide Seiten einigten sich auf die Bildung einer Kommission, welche die Rückkehr koordinieren soll. Bis Februar 2014 sollen etwa 80.000 bis 100.000 Somalis in ihr Heimatland zurückgekehrt sein.

### Entwicklung der Flüchtlingszahlen
Anzahl der Flüchtlinge gesamt und nach Lager am Ende des angegebenen Jahres. Ende 2014 waren etwa 95 % der Flüchtlinge Somali und etwa 4 % aus Äthiopien.
| Jahr | Gesamt    | Dagahaley | Hagadera  | Ifo       | Ifo 2    | Kambioos |
| ---- | --------- | --------- | --------- | --------- | -------- | -------- |
| 1997 | 124.600   |           |           |           |          |          |
| 1998 | 107.400 ▼ |           |           |           |          |          |
| 1999 | 124.600 ▲ |           |           |           |          |          |
| 2000 | 127.993 ▲ | 34.633    | 46.266    | 47.094    |          |          |
| 2001 | 134.000 ▲ |           |           |           |          |          |
| 2002 | 136.450 ▲ | 33.920    | 51.810    | 50.720    |          |          |
| 2003 | 134.720 ▼ | 33.240 ▼  | 50.470 ▼  | 51.010 ▲  |          |          |
| 2004 | 138.620 ▲ | 34.500 ▲  | 51.930 ▲  | 52.190 ▲  |          |          |
| 2005 | 127.410 ▼ | 32.630 ▼  | 46.300 ▼  | 48.480 ▼  |          |          |
| 2006 | 152.868 ▲ | 39.526 ▲  | 59.185 ▲  | 54.157 ▲  |          |          |
| 2007 | 171.870 ▲ | 39.626 ▲  | 70.412 ▲  | 61.832 ▲  |          |          |
| 2008 | 235.453 ▲ | 65.581 ▲  | 90.403 ▼  | 79.469 ▼  |          |          |
| 2009 | 256.121 ▲ | 93.179 ▲  | 83.518 ▲  | 79.424 ▲  |          |          |
| 2010 | 292.586 ▲ | 93.470 ▲  | 101.506 ▲ | 97.610 ▲  |          |          |
| 2011 | 454.492 ▲ | 122.214 ▲ | 137.528 ▲ | 118.972 ▲ | 64.945   | 10.833   |
| 2012 | 446.289 ▼ | 121.127 ▼ | 139.483 ▲ | 98.294 ▼  | 69.259 ▲ | 18.126 ▲ |
| 2013 | 408.283 ▼ | 105.155 ▼ | 115.373 ▼ | 101.258 ▲ | 66.015 ▼ | 20.482 ▲ |
| 2014 | 356.014 ▼ | 89.147 ▼  | 107.679 ▼ | 85.444 ▼  | 52.651 ▼ | 21.093 ▲ |